# Cinta aislante

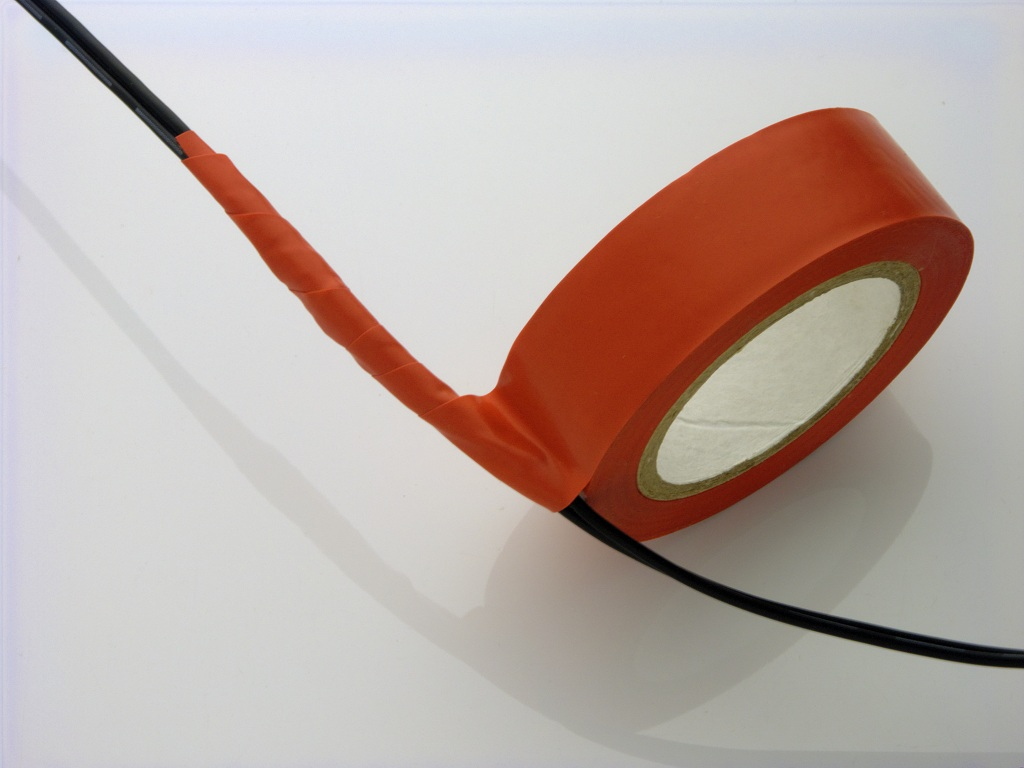
Cinta aislante eléctrica.

La cinta aislante (conocida también como cinta aisladora, cinta de aislar o huincha aisladora) es un tipo de cinta adhesiva de presión usada principalmente para aislar empalmes de hilos y cables eléctricos. Este tipo de cinta es capaz de resistir condiciones de temperaturas extremas, corrosión, humedad y altos voltajes.
La cinta está fabricada en material de PVC delgado, con un ancho generalmente de 14 mm; uno de los lados de la cinta está impregnado con un adhesivo. El PVC ha sido elegido por ser un material de bajo costo, flexible y tener excelentes propiedades de aislante eléctrico, aunque posee la desventaja de endurecerse con el tiempo y el calor.
Puede fabricarse en varios colores, siendo el más común el negro, motivo por el cual en Venezuela se le conoce como teipe negro. En Chile también se la conoce como huincha aisladora o huincha aislante.

## Desarrollo
En la década de 1950, el vinilo emergió como material altamente versátil para una amplia gama de usos, desde cortinas de baños hasta aislamiento para cables. Sin embargo, conseguir que tuviera características adecuadas para fabricar una cinta requirió un esfuerzo de investigación importante.
Un ingrediente importante en la película de vinilo era el fosfato tricresil (TCP), que fue utilizado como plastificante. Lamentablemente, el TCP tenía tendencia a migrar, lo que le otorgaba a la superficie de la cinta una característica aceitosa afectando la propiedad adhesiva de la misma. Por ello, el equipo de investigadores de 3M comenzó a trabajar en crear una cinta confiable de vinilo que tuviera las características adecuadas en cuanto a aislación eléctrica, resistencia física y propiedades químicas.
Se realizaron experimentos combinando nuevos plastificantes con la resina de vinilo, que era blanca y de consistencia harinosa. Finalmente en enero de 1946, el equipo de inventores Snell, Oace, y Eastwood de 3M solicitaron una patente para una cinta aisladora eléctrica de vinilo con un plastificante y un adhesivo gomoso que no estaba basado en sulfuro. La primera versión que se comercializó de la cinta fue vendida para envolver alambres.

## Aplicaciones
Control de Humedad:
Una cinta autofusionable ayuda a hacer un sello hermético al aire y al agua. Las cintas de caucho o goma repelen la humedad y son una excelente solución para aplicaciones en exteriores o en bocas de acceso donde el agua puede filtrarse ocasionalmente.
En las plantas de producción y en las instalaciones de fabricación donde hay vapor, humedad elevada y agua que gotea, las cintas de hule autofusionable proporcionan la protección necesaria contra la humedad.
En un entorno hostil, que este sujeto a una exposición química y a fluidos corrosivos, envolver con una cinta de vinil, ayuda a prevenir la corrosión del cobre.
Rendimiento de alta temperatura y diseñado para combatir el calor:
Las cintas de hule (caucho o goma) de 3M tienen un alto desempeño en temperaturas que van desde los 80 °C hasta 105 °C. Algunas cintas como la Cinta Scotch® 130C de Hule sin Liner para Empalmes y la Cinta Cinta Scotch® 23 de Hule para Empalmes pueden soportar temperaturas de sobrecarga de hasta 130 °C. Debido a este atributo de alto calor; hay muchos ajustes industriales donde es común usar cinta de hule (caucho) en aplicaciones de bajo voltaje para sellar, rellenar y aislar la humedad como:

Líneas de producción con altos hornos
Acereras o cerca de respiraderos de calor
Máquinas y motores que se calientan
La Cinta Eléctrica Scotch® 70 de Silicón Autofusionable ofrece un perfil muy ligero y delgado para el sellado y aislamiento (típicamente de 5 a 35kV), resistencia a los rayos UV, protección de huellas y arcos en aplicaciones muy calientes hasta 180 °C.